# Praia da Terra Estreita
A Praia da Terra Estreita é uma praia marítima situada na freguesia de Santa Luzia, município de Tavira, em pleno Parque Natural da Ria Formosa.
Localiza-se na Ilha de Tavira, a oeste da Praia das Quatro Águas e a leste da Praia do Barril, num ponto em que ocorre um estreitamento do cordão arenoso da ilha barreira. Dispõe de apoios de praia durante o período balnear.